# فرقة إس إس بانزرجرينادير السادس عشر فوهرر الرايخ-إس إس
فرقة إس إس بانزرجرينادير السادس عشر "فوهرر الرايخ-إس إس" ( (بالألمانية: 16. SS-Panzergrenadier-Division "Reichsführer SS")‏ SS-Panzergrenadier-Division "Reichsführer SS" )  كان تشكيلًا الي تابع لفافن إس إس بألمانيا النازية خلال الحرب العالمية الثانية.
ارتكبت الفرقة، خلال فترة وجودها في إيطاليا، عددًا من جرائم الحرب، وشاركت، إلى جانب فرقة فالشيرم بانزر الأولى هيرمان جورينج، في مذابح ضد السكان المدنيين.  تم تحديد أحد الأسباب المحتملة لتورط الفرقة المتزايد في جرائم الحرب في حقيقة أن الكثير من قيادتها جاء أصلاً من وحدات الجماجم-توتنكوبف-إس إس. 

## التاريخ

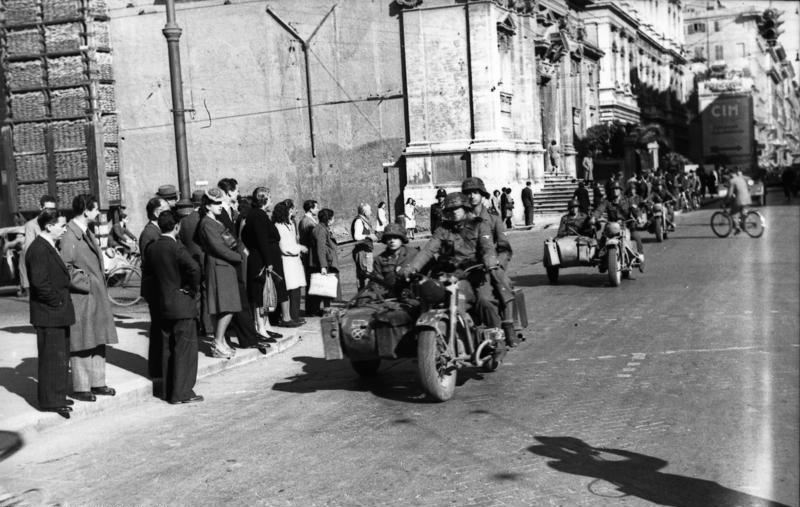
وحدة للدراجات النارية التابعة للفرقة في روما، نوفمبر 1943

شكلت في نوفمبر تشرين الثاني عام 1943 عندما ضم مجندين فولكس دويتشه إلى لواء شتورم رايخ فوههرر إس إس، والذي أستخدم ككادر في تشكيل الفرقة الجديدة. قاتلت كامبف جروب ("مجموعة قتالية") من الفرقة على شاطئ أنزيو، في حين شاركت بقية الفرقة في احتلال المجر. قاتلت في إيطاليا كفرقة من مايو 1944، حتى تم نقلها إلى المجر في فبراير 1945.
في 27 يونيو 1944، تم أقتحام مركز قيادة إس إس-بانزرجرينادير السادس عشر في سان فينتشنزو بإيطاليا من قبل الكتيبة الأمريكية الأولى المكونة من فوج المشاة 133 وفرقة المشاة الرابعة والثلاثين (ريد بول). كان مركز القيادة شقة في وسط المدينة تم الاستيلاء عليها ؛ عندما عاد أصحابها إلى شقتهم، وجدوا ستيلرز هانداتلاس والتي تركوها وراءهم.
في أواخر صيف عام 1944، تم سحب جزء من الفرقة، إس إس-بانزر-أوفكليرون أبيتليون 16 (كتيبة الاستطلاع 16)، بقيادة الرائد والتر ريدر، من الاشتباك مع الجيش الأمريكي الخامس، ثم تقدم على الخط القوطي للتعامل مع لواء النجم الأحمر وهو وحدة تابعة للحزب الشيوعي الإيطالي. نظرًا لأن النجم الأحمر يتمركز في مجمع جبلي في Monte Sole، جنوب شرق بلدة مارزابوتو مباشرةً على خطوط الاتصالات البعيدة إلى بولونيا، فقد كان يُشكل تهديدًا كبيرًا للمنطقة الخلفية للجيش الألماني، من حيث قطع الاتصالات وعرقلة إمكانية طريق الانسحاب. انتهى الرائد ريدر من مهمته ودمر قوة العصابات هذه.
كان مقر كامبف جروب من كتيبة التدريب والاستبدال السادسة عشرة في مدينة أرنهيم وشارك في عملية ماركت جاردن. استسلمت الفرقة للقوات البريطانية بالقرب من كلاغنفورت، النمسا في نهاية الحرب.

## جرائم حرب

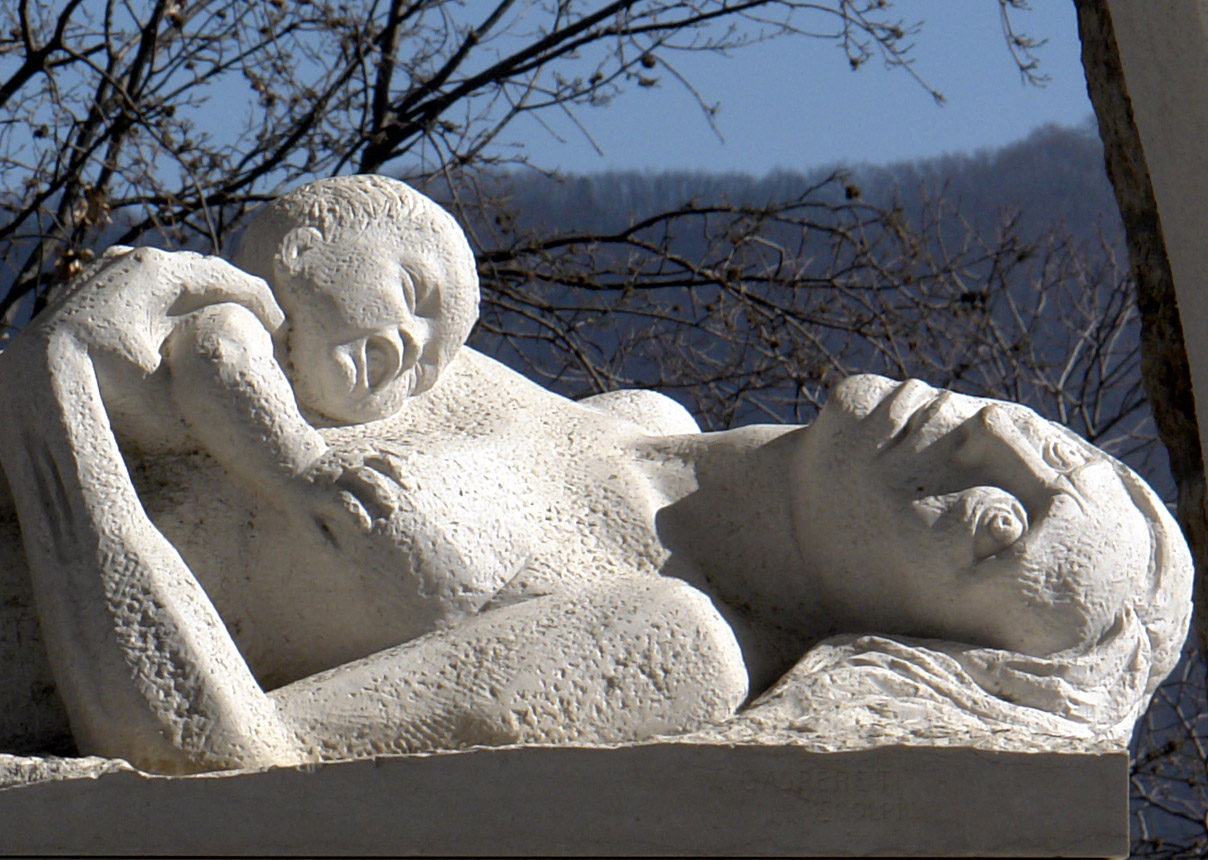
آب / أغسطس 1944، النحت التذكاري لمذبحة Sant'Anna di Stazzema 2012

تورطت الفرقة في العديد من جرائم الحرب أثناء وجوده في إيطاليا خلال الحرب العالمية الثانية.  إلى جانب فرقة فالشيرم بانزر الأولى هيرمان جورينج، يُقدر أن قوات الأمن الخاصة السادسة عشرة مسؤولة عن حوالي ثلث جميع المدنيين الذين قتلوا في المذابح في إيطاليا خلال الحرب.  فيما يتعلق بجرائم الحرب هذه، تم تحديد كتيبة الاستطلاع إس إس بانزر 16 وقائدها، والتر ريدر، كواحدة من الجناة الرئيسيين.  ويقدر أن الفرقة قتلت ما يصل إلى 2000 مدني إيطالي خلال فترة وجودها هناك. 

## القادة
- إس إس-أوبرستورمبانفورر كارلهاينز جيسيلي (فبراير 1942 - سبتمبر 1943) [7]
- إس إس- جروبنفهر ماكس سيمون (3 أكتوبر 1943 - 24 أكتوبر 1944)
- إس إس- أوبرفورر أوتو باوم (24 أكتوبر 1944 - 8 مايو 1945)